# Só os Loucos Sabem
"Só os Loucos Sabem" é uma canção gravada pela banda de rock Charlie Brown Jr. para seu décimo álbum de estúdio Camisa 10 (Joga Bola Até na Chuva). Lançada em março de 2010 como segundo single do álbum, é considerada uma das 10 canções mais marcantes do século no Brasil pela Revista Rolling Stone.

## Composição
"Só os Loucos Sabem" foi composta pelo vocalista Chorão em colaboração com seu colega, o guitarrista Thiago Castanho. Foi escrita depois de um experiência que o cantor Chorão viveu - no dia da gravação do DVD da Igreja Bola de Neve e do CD Ao Vivo de Rodolfo Abrantes (que por sua vez foi gravado no Citibank Hall).

## Videoclipe
O videoclipe de "Só os Loucos Sabem" foi lançado no dia 7 de maio de 2010, com direção de Alex Miranda (que anteriormente trabalhou com a banda dirigindo o videoclipe de Champanhe e Água-Benta em 2004). Segundo o Vevo (famosa plataforma que tem parceria com o YouTube), este videoclipe figurou entre os 10 mais vistos no Brasil em 2013.

## Vendas e certificações
| País          | Certificação | Vendas   |
| ------------- | ------------ | -------- |
| Brasil - ABPD | Diamante     | 500.000+ |

## Desempenho nas Paradas Musicais
| Ano  | Single               | Charts      | Charts         | Charts       | Charts    | Charts        | Charts | Charts | Álbum                              |
| Ano  | Single               | BRA Hot 100 | BRA Hit Parade | BRA Year End | Bill. BRA | Bill. Pop BRA | HSPN   | POR    | Álbum                              |
| ---- | -------------------- | ----------- | -------------- | ------------ | --------- | ------------- | ------ | ------ | ---------------------------------- |
| 2010 | "Só os Loucos Sabem" | 3           | 1              | 17           | 26        | 18            | 33     | 39     | Camisa 10 (Joga Bola até na Chuva) |

### iTunes Brasil
Alavancada pela morte de Chorão, ocorrida em 6 de março de 2013, "Só os Loucos Sabem" ficou na 2ª posição entre as músicas mais vendidas da semana (de 03/03 a 09/03) do iTunes Brasil.

## Prêmios e Indicações
| Ano  | Prêmio                                | Categoria         | Notas | Resultado | Ref.  |
| ---- | ------------------------------------- | ----------------- | ----- | --------- | ----- |
| 2011 | Prêmio Multishow de Música Brasileira | Melhor Videoclipe |       | Indicado  | [ 5 ] |

## Regravações
Em 2018, o rapper Projota gravou a faixa como single de seu álbum AMADMOL ao Vivo. Em 2020, Família Lima regravou a faixa para seu álbum, Música de Domingo II, desta vez com a participação especial da cantora Agnes Nunes.